# Aaptos duchassaingi
Aaptos duchassaingi là một loài động vật thân lỗ thuộc họ Suberitidae. Loài này được mô tả năm 1889.